# Диференціальний захист

Символ диференціального захисту за ANSI

Диференціальний захист (або диференційний захист) — один з видів релейного захисту, що відрізняється абсолютною селективністю і виконується швидкодіючим (без штучної витримки часу). Застосовується для захисту трансформаторів, автотрансформаторів, генераторів, генераторних блоків, двигунів, повітряних ліній електропередачі та збірних шин (ошинівок). Розрізняють поздовжній та поперечний диференціальний захист.

## Поздовжній диференціальний захист

### Принцип дії

Диференціальний захист силового трансформатора

Принцип дії поздовжнього диференціального захисту заснований на порівнянні струмів фаз, що протікають через ділянки між ділянкою лінії, що захищається (або захищається апаратом). Для вимірювання значення сили струму на кінцях ділянки, що захищається, використовуються трансформатори струму (TA1, TA2). Вторинні ланцюги цих трансформаторів з'єднуються з струмовим реле (KA) таким чином, щоб на обмотку реле потрапляла різниця струмів від першого та другого трансформаторів.
У нормальному режимі (1) значення величин сили струму віднімаються один з одного, і в ідеальному випадку струм в ланцюзі обмотки струмового реле дорівнюватиме нулю. У разі виникнення короткого замикання (2) на ділянці, що захищається, на обмотку струмового реле надійде вже не різниця, а сума струмів, що змусить реле замкнути свої контакти, видавши команду на відключення пошкодженої ділянки.
У реальному випадку через обмотку струмового реле завжди протікатиме струм відмінний від нуля, званий струмом небалансу. Наявність струму небалансу пояснюється рядом факторів:
- Трансформатори струму мають недостатньо ідентичні характеристики. Щоб знизити вплив цього фактора, трансформатори струму, призначені для диференціального захисту, виготовляють і постачають попарно, підганяючи їх один до одного ще на стадії виробництва. Крім того, при використанні диференціального захисту, наприклад трансформатора, у вимірювальних трансформаторів струму змінюють число витків відповідно до коефіцієнта трансформації силового трансформатора, що захищається.
- Певний вплив на виникнення струму небалансу може надавати намагнічувальний струм, що виникає в обмотках трансформатора, який захищається. У нормальному режимі цей струм може досягати 5 % від номінального. При деяких перехідних процесах, наприклад, при увімкненні трансформатора з холостого ходу на навантаження, струм намагнічування на короткий час може в кілька разів перевищувати номінальний струм. Для того щоб врахувати вплив намагнічувального струму, струм спрацьовування реле приймають більшим, ніж максимальне значення намагнічувального струму.
- Неоднакове з'єднання обмоток первинної і вторинної сторони трансформатора, який захищається (наприклад, при з'єднанні обмоток "зірка-трикутник"(інші мови)), так само впливає на виникнення струму небалансу. У вторинному ланцюгу трансформатора, що захищається, вектор струму буде зміщений щодо струму в первинному ланцюгу на 30°. Підібрати таку кількість витків у трансформаторів струму, яка б дозволила компенсувати цю різницю, неможливо. В цьому випадку кутовий зсув компенсують за допомогою з'єднання обмоток: на стороні з'єднаних зіркою обмоток силового трансформатора обмотки трансформаторів струму з'єднують трикутником, а на стороні трикутника -відповідно зіркою.

Слід зазначити, що сучасні мікропроцесорні пристрої захисту здатні враховувати цю різницю самостійно, і при їх використанні, як правило, вторинні обмотки вимірювальних трансформаторів струму з'єднують зіркою на обох кінцях ділянки, що захищається, вказавши це в налаштуваннях пристрою захисту.

Диференціальний захист трифазного трансформатора, обмотки якого з'єднані за схемою)

### Галузь застосування
Диференціальний захист встановлюється як основний для захисту трансформаторів та автотрансформаторів. Одним із недоліків такого захисту є складність її виконання: зокрема, потрібна наявність надійної, захищеної від перешкод лінії зв'язку між двома ділянками, на яких встановлені трансформатори струму. У зв'язку з цим диференціальний захист застосовують для захисту одиночно працюючих трансформаторів і автотрансформаторів потужністю 6300 кВА і вище, паралельно працюючих трансформаторів і автотрансформаторів потужністю 4000 кВА і вище, і на трансформаторах потужністю 1000 кВА і вище, якщо струмова відсічка не дозволяє досягти необхідної чутливості при короткому замиканні на виводах високої напруги, а максимальний струмовий захист має витримку часу більш ніж 0,5 с.
Іноді поздовжний диференціальний захист застосовують на коротких (сотні метрів, із допоміжними підвищуваними трансформаторами - до 20 км) особливо відповідальних лініях чи кабелях.

## Поперечний диференціальний захист

### Принцип дії
Принцип дії поперечного диференціального захисту так само полягає в порівнянні значень струмів, але на відміну від поздовжнього, трансформатори струму встановлюються не на різних кінцях ділянки, що захищається, а на різних лініях, що відходять від одного джерела (наприклад, на паралельних кабелях, що відходять від одного вимикача). Якщо відбулося зовнішнє коротке замикання, то даний захист його не відчує, так як різниця значень сили струму, що вимірюються на цих лініях, практично дорівнює нулю. У випадку короткого замикання безпосередньо на одному з кабелів, що захищаються, різниця струмів не дорівнюватиме нулю, що дасть підставу для спрацьовування захисту.

### Галузь застосування
Цей захист встановлюється на паралельних ЛЕП. Захист вибирає та вимикає лише одну пошкоджену лінію.